# Шесел
Шесел (њем. Scheeßel) општина је у њемачкој савезној држави Доња Саксонија. Једно је од 57 општинских средишта округа Ротенбург (Виме). Према процјени из 2010. у општини је живјело 12.962 становника. Посједује регионалну шифру (AGS) 3357041.

## Географски и демографски подаци
Шесел се налази у савезној држави Доња Саксонија у округу Ротенбург (Виме). Општина се налази на надморској висини од 30 метара. Површина општине износи 149,7 km². У самом мјесту је, према процјени из 2010. године, живјело 12.962 становника. Просјечна густина становништва износи 87 становника/km².

## Међународна сарадња
| Мјесто | Држава   | Врста сарадње | Од    |
| ------ | -------- | ------------- | ----- |
| Тукумс | Летонија | пријатељство  | 1992. |
| Извор  |          |               |       |